# GUID Partitionstabell

Diagram som illustrerar layout för GUID Partitionstabellen

GUID Partitionstabell (GPT) är ett lagringsformat för persondatorer som gör det möjligt för systemmjukvaran att hantera diskar över 2 TB på ett konsekvent sätt.